# Wendisch Waren
Wendisch Waren è una frazione della città tedesca di Goldberg, nel Land del Meclemburgo-Pomerania Anteriore.

## Storia
Il 1º gennaio 2012 il comune di Wendisch Waren venne soppresso e aggregato alla città di Goldberg.